# منتخب أسترالاسيا لكأس ديفيز
منتخب أسترالاسيا لكأس ديفيز (بالإنجليزية: Australasia Davis Cup team)‏ هو ممثل أستراليا الرسمي في كرة المضرب في كأس ديفيز
.